# Bohumír Štědroň
Bohumír Štědroň (30. října 1905 Vyškov – 24. listopadu 1982 Brno) byl český klavírista, hudební vědec, publicista a pedagog, který působil především na Masarykově univerzitě v Brně. Byl to strýc hudebního skladatele Miloše Štědroně, zpěváka Jiřího Štědroně, otec prognostika Bohumíra Štědroně a dědeček právníka Bohumíra Štědroně.

## Biografie
Bohumír Štědroň se narodil 30. října 1905 do rozvětvené hudebnické rodiny Františka Štědroně, jenž byl učitelem hudby a kapelníkem ve Vyškově. Všech pět jeho sourozenců, 4 bratři a sestra, se rovněž věnovali hudbě. Nejvýrazněji se prosadili bratři Vladimír, Miloš a Jan.
Po dokončení studií na gymnáziu začal pracovat jako učitel. Později studoval dějepis a zeměpis v Brně, vedle toho se věnoval studiu hudby u Vladimíra Helferta. Studoval hudební nauku u Josefa Blatného (1925–1928) a klavír u Viléma Kurze (1926–1929). Učil na brněnské konzervatoři, později externě na pražské AMU. Od roku 1945 působil na Masarykově univerzitě (tehdejší Univerzita Jana Evangelisty Purkyně), kde byl v roce 1963 jmenován profesorem. Publikoval především o hudebně-pedagogických tématech, prosadil se i jako lexikograf. Vedle hry na klavír rovněž zpíval a působil také jako dirigent.
Bohumír Štědroň se svojí manželkou Lydií Štědroňovou (roz. Linhartovou), kterou si vzal roku 1947, předal rodinnou hudební tradici i svým třem dětem. Syn Bohumír je prognostik a vysokoškolský pedagog, ale příležitostně se rovněž věnuje hudbě i divadlu, je autorem divadelních her, které uvedlo např. divadlo Semafor, Činoherní klub nebo Divadlo Husa na provázku v Brně. Dcera Stanislava Střelcová je hudební redaktorkou Českého rozhlasu a předsedkyní Nadace Bohuslava Martinů. Vnuk Bohumíra Štědroně Jaroslav Kyzlink, syn druhé dcery Lidie, je šéfdirigentem Národního divadla v Praze. Hudebně činní jsou i Štědroňovi synovci a prasynovci, zejména Miloš Štědroň, český hudební skladatel a muzikolog, který je synem Bohumírova bratra Miloše Štědroně staršího, a Jiří Štědroň, zpěvák, textař a herec divadla Semafor, jež je synem Bohumírova bratra Jana. Skladatelské činnosti se věnuje i prasynovec Miloš Orson Štědroň (ten je vnukem Bohumírova bratra Miloše).

## Dílo (výběr)
- Český hudební slovník osob a institucí, společně s Gracianem Černušákem
- Die Musik in Geschichte und Gegenwart (1. vydání, zde 43 hesel);
- Leoš Janáček ve vzpomínkách a dopisech (Praha 1946)
- Josef Bohuslav Foerster a Morava (Brno 1947)
- Leoš Janáček: K jeho lidskému a uměleckému profilu (Praha 1976)
- Leoš Janáček: Vzpomínky, dokumenty, korespondence a studie (Praha 1986)
- Lidová píseň v díle Josefa Suka (sborník Josef Suk, Praha 1935, s. 312–322)
- Zdeněk Fibich a Morava (Sborník dokumentů a studií Zd. Fibich II, Praha 1952, s. 269–318);